# فرایراخ‌دورف

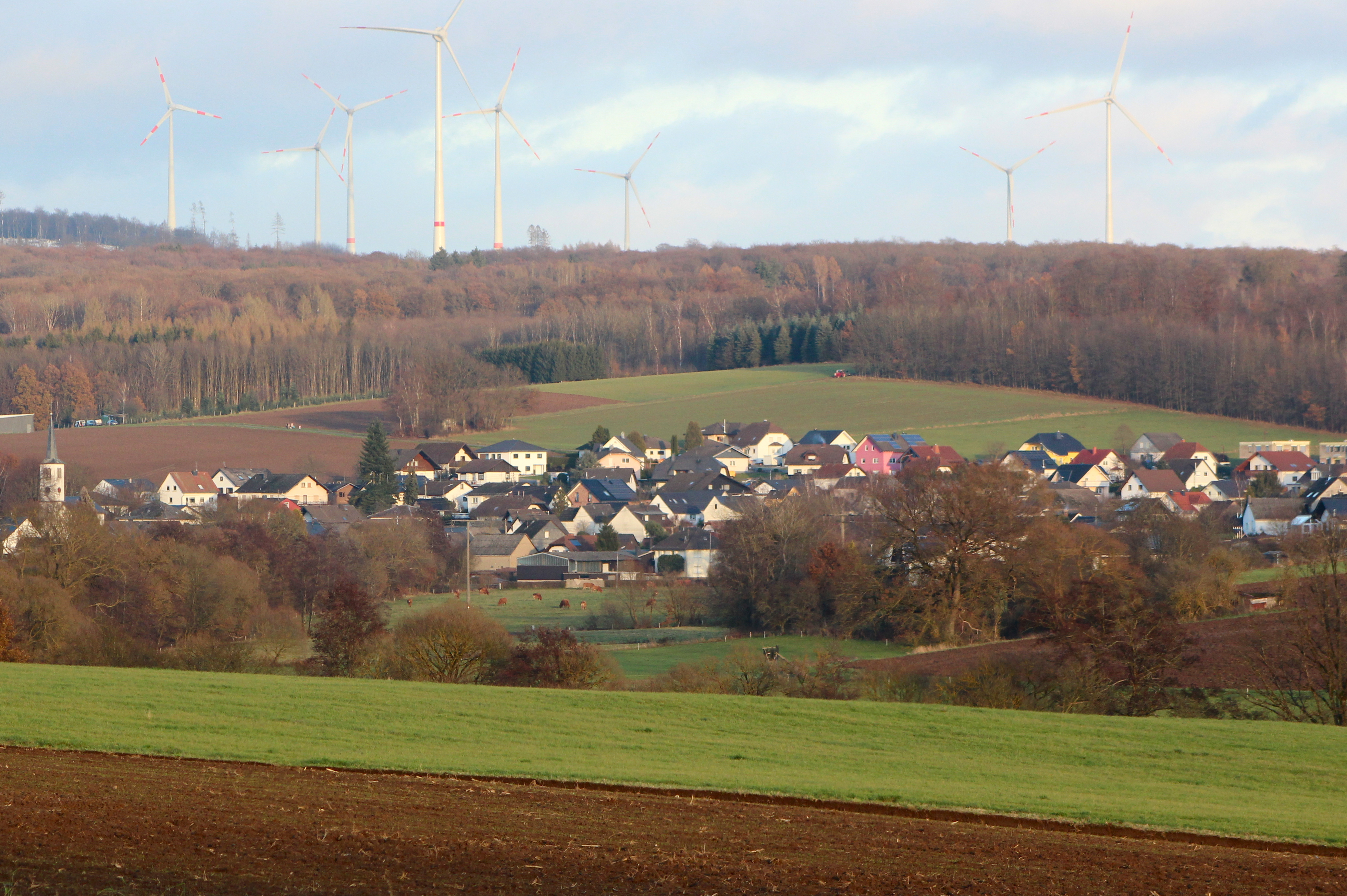
نمایی از شهر فرایراخدورف

فرایراخدورف (به آلمانی: Freirachdorf) یک شهر در آلمان است که در وستروالدکرایس واقع شده‌است.